# Тринадцать чёрных лебедей
«Тринадцать чёрных лебедей» — российский немой художественный фильм 1916 года режиссёра и сценариста Владимира «Изумрудова» Гарлицкого. Драма о вековой вражде русской и еврейской семей, снятая в 4-х частях. Фильм является утраченным.

## В ролях
- Александр Варягин — князь Зырянский
- Ярослав Южный — Иосиф Дувид
- Елена Загорская — Лия
- Сергей Леонидов — Моисей
- Савелий Тарасов — барон Вейнберг
- Станислав Ленский — молодой князь Зырянский
- София Аринцвари — возлюбленная Зырянского

## Съёмочная группа
- Сценарист и режиссёр — Владимир «Изумрудов» Гарлицкий
- Производство — т-во «Продалент»[1]
- Длина плёнки — 1 650 м.[1]

## История создания
Кинорежиссёру и сценаристу из Владимиру Гарлицкому, известному как «Изумрудов» из Екатеринослава поручено одной московской кинофирмой снять фильмы «Тринадцать чёрных лебедей» и «Из бездны к солнцу!». Фильм снимался в Екатеринославе (в Потемкинском парке и Днепроских порогах).